# F-22に関連する作品の一覧

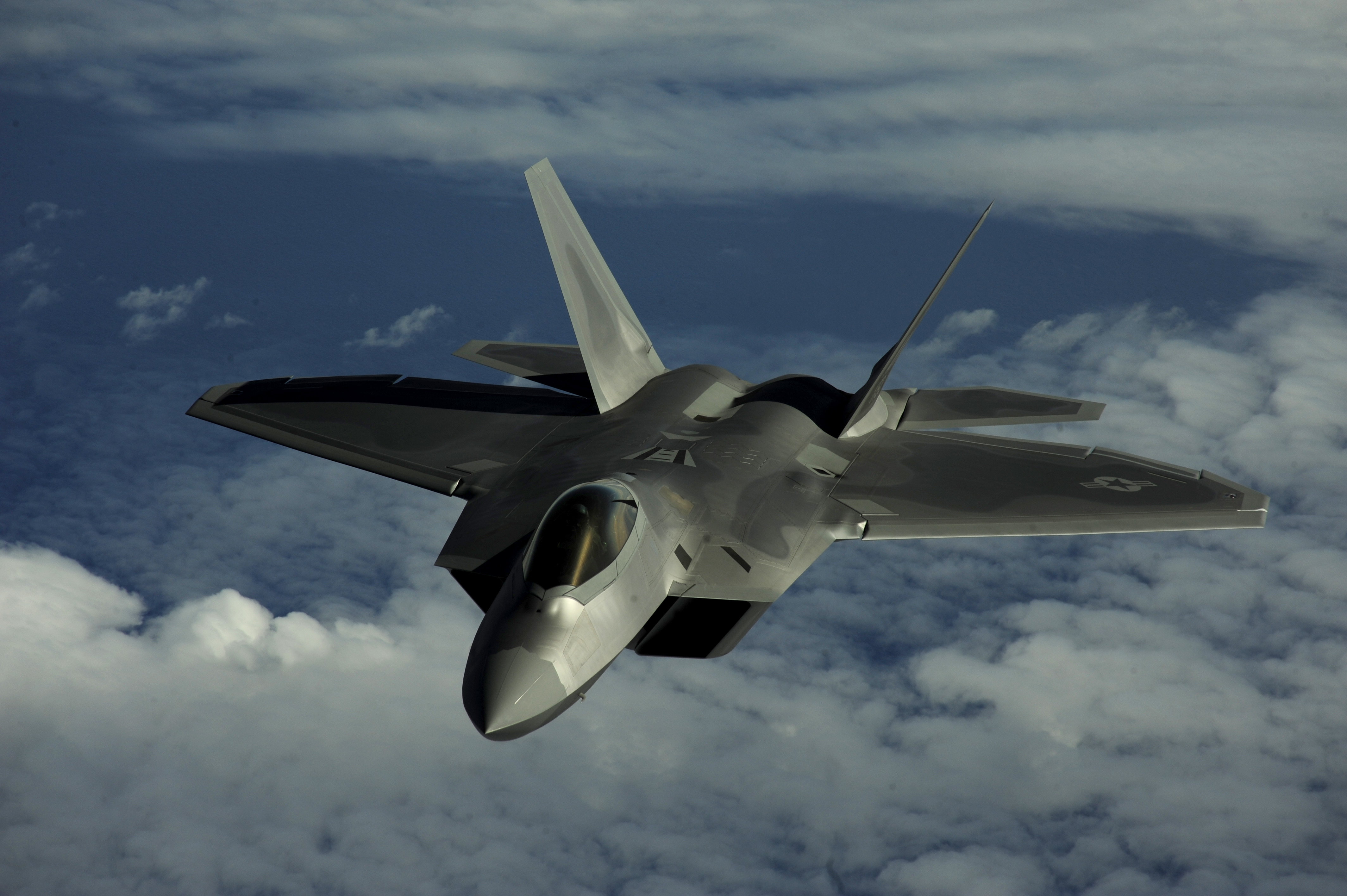
F-22 ラプター

F-22に関連する作品の一覧（F-22にかんれんするさくひんのいちらん）は、アメリカ合衆国のロッキード・マーティン社が開発したステルス戦闘機、F-22 ラプターに関連する作品の一覧である。
便宜上、プロトタイプであるYF-22および計画中止となったFB-22が登場している場合もこの項目で取り扱い、作品がマルチメディア展開している場合は、原則として初登場した作品を記載している。

## 映画・テレビドラマ

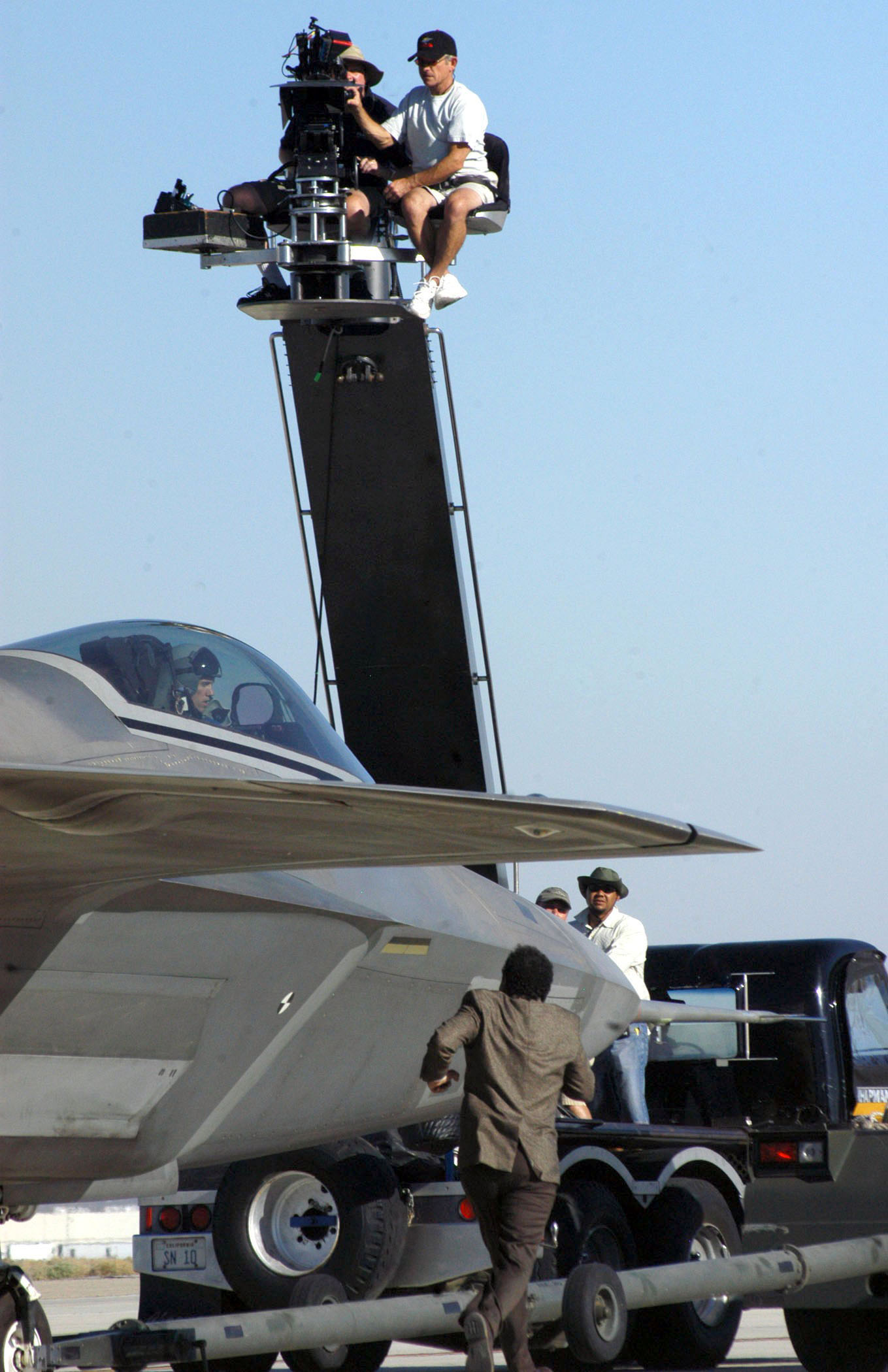
『名探偵モンク』の撮影中の様子

『AVP2 エイリアンズVS.プレデター』
作品のラストに、コロラド州の町中に増殖したエイリアンを撃滅するため登場。
『アーミー・オブ・ザ・デッド』
序盤に3機が登場。ゾンビの大発生したラスベガス市上空を飛行しており、第1歩兵師団のSULLIVAN中佐がゾンビに襲われながらも突き上げた発煙筒の煙を目印に低空爆撃を行い、軍と警察の最終防衛線と化していた交差点ごとゾンビの大群を吹き飛ばす（なお、爆撃の時点で交差点の生存者は中佐だけになっていた）。
『アイアン・スカイ』
マンハッタン上空でA-10 サンダーボルトIIと共に月面ナチスの円盤機と交戦する。
『アイアンマン』
2機のF-22がアイアンマン Mk.3と空中で交戦し、うち1機はアイアンマンと接触して墜落。もう1機はアイアンマンに振り切られる。
『インデペンデンス・デイ: リサージェンス』
本編には登場しないが、20年前の戦闘で撃墜し、宇宙船から回収したシールド技術を、F-22に応用し実験したという設定がある。
『宇宙戦争』
アメリカ軍機が登場。丘での戦闘の際にトライポッドを攻撃するべくF-16 ファイティングファルコンやA-10 サンダーボルトⅡとともに飛来する。
『ウルトラマンZ』
第25話に地球防衛軍（GAF）所属機として登場。ロサンゼルスに襲来したデストルドスを攻撃するが全機壊滅する。
『エンド・オブ・ホワイトハウス』
北朝鮮のテロリストが使用するガンシップ迎撃のために出撃するが、反撃を受け撃破されてしまう。しかし、その後応援に来た別のF-22がガンシップを撃墜する。
『クローバーフィールド/HAKAISHA』
本編には登場しないが、関連するウェブサイト「1-18-08.com」に掲載されていた写真の1つに、F-22が夜間の洋上で艦隊とともに何かを攻撃する様子を写したものがある。
『シビル・ウォー アメリカ最後の日』
政府側から離反したカルフォルニア・テキサス両州による連合軍、Westan Force(WF)の戦力として登場。終盤、シャーロッツビルの前線基地の上空を数機が通過していく。
『ダークナイト ライジング』
外部から遮断されたゴッサム・シティ上空を偵察する。
『地球が静止する日』
マンハッタンに出現した球体を攻撃すべく登場。
『特攻野郎Aチーム THE MOVIE』
冒頭、フェイスことテンプルトン・ペックのミスにより当初の作戦が崩れたハンニバルことジョン・スミスが新たに用意した「敵の3歩先を読み、動きを封じる」作戦の要が「ハチェット」のコールサインを持つF-22。ハンニバルを追うも、誤誘導でアメリカ領空に侵入したメキシコギャングのAS 355を空対空ミサイルで撃墜する。
『トランスフォーマー (映画シリーズ)』
実写映画版にて、ディセプティコンの1体であるスタースクリームが本機に変形するほか、アメリカ空軍がディセプティコンに対して使用した戦闘機としても登場。実写映画版第1作目ではアメリカ空軍の全面協力により、F-22の実機が登場する初めての劇場版または映画となった。攻撃に参加したF-22は、ミサイルをすべて主翼下に計4発搭載している（主翼下に搭載するとステルス性能が低下するにもかかわらず）。終盤には編隊内に紛れ込んだスタースクリームにより数機が撃墜されたものの、オプティマスプライム（コンボイ）とメガトロンの戦いに乱入しようとしたブラックアウトにミサイルを浴びせ、撃破に追い込む活躍を見せた。
実写映画版第2作目以降では、全身にオールスパーク柄の刺青を施したスタースクリームが登場。また、米空軍の主戦力としても度々登場する。
『パシフィック・リム』
過去の回想シーンにのみ登場。サンフランシスコを襲撃したアックスヘッドや、東京を襲撃したオニババといった怪獣を攻撃するが、いずれも撃墜される。
『ハルク』
サンフランシスコで2機のF-22がハルクと交戦する。
『ホワイトハウス・ダウン』
占拠されたホワイトハウスへの爆撃を行うために投入される。しかし、エミリーが大統領旗を振って空爆中止を訴えたのが隊長機の目に止まり、独断で作戦を中止、引き返した。
『名探偵モンク』
エイドリアン・モンクにピトー管をいじくり回されたり、滑走路で彼と併走する姿が見られた。広義での実写作品への登場は『トランスフォーマー』よりも先になる。
『メッセージ』
「殻」がモンタナに出現したことを受けて出動している。

## アニメ・漫画
『HEROMAN』
アニメ第3話にて異星人スクラッグの円盤を誘導弾で攻撃するも、反撃に合い撃墜されている。後に誘導爆弾を搭載して再攻撃するもこちらも無効に終わる。後期OPではヒーローマンを背面に乗せて敵地に誘導している。
『アルドノア・ゼロ』
アニメ第2話にて地球連合軍所属の戦闘機として登場し、ヴァース帝国軍を迎撃するも撃墜される。
『暗殺教室』
アニメ第1話にて殺せんせーを攻撃する米空軍所属機として登場。攻撃は失敗し、逆にワックスで機体を磨かれる。
『ガサラキ』
在日米軍基地の保有する機体として第21話に登場。同基地内に侵入した豪和ユウシロウ大尉搭乗のTA（タクティカルアーマー、本作品に登場する人型兵器）17式を迎撃すべく2機が発進するが、うち1機は離陸前に車輪を破壊され行動不能になり、もう1機は17式を撃破寸前まで追い詰めたが、ブラストロッド（気化爆弾の一種）の爆発により視界を奪われた一瞬の隙をつかれ撃墜される。
『ケロロ軍曹』
単行本20巻「長編・深海の迷子たち」に登場。西澤グループの空母「桃華」に艦載されており、行方不明になった西澤桃華たちの捜索に使用された。
『新世紀エヴァンゲリオン』
漫画版1巻収録の「STAGE.1 使徒、襲来」に登場。国連軍所属機としてサキエル攻撃に参加した。
『スカイガールズ』
テレビアニメ第1話・第15話・第21話に登場。過去の大戦時に統合人類軍が運用していた機体で、翼やノズルの形状が実機とは異なる。一条瑛儀、冬后蒼哉、飛崎陣らも乗機としており、うち冬后機は黒く塗装されている。
『絶対可憐チルドレン』
単行本12巻収録「ビー・マイ・フレンド」にて航空自衛隊所属機として登場。訓練飛行中に明石薫に飛び乗られ、移動手段として使われた後、ティム・トイの超能力によって操られ、彼がロボットに変形させた消防車と変形合体させられそうになる。
『戦闘妖精雪風』
Blu-ray Disc BOXおよびDVD-BOXに付属する特典映像「YUKIKAZE EXPERIMENTAL MOVIE」に登場。再び出現した異星体ジャムの超空間通路を攻撃に向かう。
『俗・さよなら絶望先生』
第4話Aパート「路傍の絵師」にて突如襲来したエルニーニョ星人の送りこんだロボットを撃破するために出撃するも、撃墜されている。
『SHIROBAKO』
後半クールで描かれる劇中劇『第三飛行少女隊』の制作シーンにおいて、短時間登場する。
『第三飛行少女隊』
地球に侵略してきた謎の存在〈ビルダー〉が人類の有する兵器をコピーして量産、人類への攻撃に使用しているという設定で、ATD-XやF-35 ライトニングIIとあわせてF-22が登場する。人類側が用いるF-4 ファントムIIより遥かに高い機体性能を示すが、本来は不利な機種のF-1に乗った主人公、ありあの天才的な操縦・戦闘センスによって撃墜される。
アニメ制作スタッフの群像劇を描いたテレビアニメ『SHIROBAKO』の後半クールにおいて主人公達が制作していた劇中劇であるが、『SHIROBAKO』のBD/DVD第7巻に映像特典として『第三飛行少女隊』の第1話25分が収録されている。

『デュエル・マスターズSX』
単行本8巻に登場。アダムを攻撃すべく3機が南極へと向かうが、クリーチャーに対しては無力だった。また、放ったミサイルの1発が、安置されていたイヴを直撃してしまう。
『ビーストウォーズII 超生命体トランスフォーマー』
デストロン機甲部隊・コンバットロン部隊の航空士官スラストが本機に変形する。
『ビビッドレッド・オペレーション』
連合防衛軍所属機として登場。第1話にてアローン偵察のために出撃するが、撃墜される。もう一度確認のために再出撃するが、こちらも撃墜される。第1話以降の話でもアローン攻撃に何度か出撃するも、大半が撃墜されている。
『秘密結社 鷹の爪NEO』
第38話にて、鷹の爪軍団の迎撃のために出撃する。
『ぼくらの』
単行本8巻収録の「吉川寛治/カンジ」編に登場。ハワイへと向かう「ジャベリン」を追跡する。なお、実機とは主翼の形状が異なり、FB-22に近い無尾翼機となっている。
『マブラヴ オルタネイティヴ トータル・イクリプス』
「F-22 EMD Phase2 ラプター先行量産型」の名称で、F-22をモデルとした戦術機が登場する。
『魔法使いTai!』
第1話冒頭にて、謎の宇宙飛来体である「ツリガネ」を迎撃するアメリカ軍戦闘機の1つとして登場。ウェポンベイからミサイルを発射するシーンがある。なお、量産第1号機が完成して公表される前に製作された作品のため、YF-22を参考に描かれており、F-22とはシルエット他が微妙に異なる。
『ヨルムンガンド』
冒頭、上空を飛行する。
『れでぃ×ばと!』
アニメ第11話にて、サンダーバーズ風のペイントを施したものがアクロバット機として登場する。
『空母いぶき』
great gameにてB21レイダーと共に北方領土、千島列島上空を飛行。
『蒼空のグリフォン』
ドレ王国空軍の大佐カエサル・フェリーニ。
「黒い皇帝」と呼ばれるF-22ラプターを操るエースパイロット。

## 小説
『ARIEL』
第19巻に登場。ニューヨークに着陸しようとするスペースシャトル「ディスカバリー」と巨大ロボット「ARIEL」のエスコートおよび警戒に当たる。
『超次元自衛隊』
アメリカ空軍のA型と日本でライセンス生産されたJ型が登場。
『ブルドッグ出撃せよ 飛行空母を追え！』
暴走したアメリカ空軍の飛行空母「アナハイム」を追跡するアメリカ空軍機が登場する。物語後半で飛鳥が交戦していたロシアの戦闘機を一瞬で全機撃墜する。
『魔法少女禁止法』
第1巻に名前のみ登場。魔法由来の技術が使用されており、リミッターを解除すれば3機で魔法少女1人分以上の戦闘能力を発揮できると設定されている。

## ゲーム
そのヒロイックな形状からフライトシューティングゲームにも広く登場している。これらの作品では一部を除いて、作品制作時のF-22（F/A-22）のもっとも新しい塗装でペイントされる事が多い。
『F/A』
選択可能な機体としてYF-22が登場し、機体の名称は当時の名称である「YF-22 Lightning II」となっている。
『F-22 Air Dominance Fighter』
F-22での対戦シミュレータ（初期）。
『F-22 Lightningシリーズ』
ミッション型フライトシミュレータ。
『F-22 Total Air War』
『F-22 インターセプター』
『"Hello, world."』
カナードを備えた架空の航空自衛隊仕様「F-22J ラプター」が登場。204部隊所属の4機が国籍不明機に対してスクランブルし、東京上空で架空の旅客機「B787」を襲撃したSu-47の無人化改修機「S-37 ベルクート・ゴースト」（架空）と交戦。2、3番機は撃墜されるが、航法プログラムをハッキングした主人公の遠隔操縦によって4番機がS-37を撃墜する。
『エースコンバットシリーズ』
ほぼ全てのシリーズで最強クラスの戦闘機として登場している。『エースコンバット』『エースコンバット2』では原型機であるYF-22をモデルとしている。『エースコンバット3』では現行のF-22をベースに、「F-22C ラプターII」という架空仕様（コフィンシステム搭載、ドッグファイト時の機動性向上を目的としたエアブレーキ復活など）として登場している。
『エースコンバット04』以降のシリーズからロッキード・マーティンのライセンスにより、正式に実名が登場するようになった（『エースコンバット5』『エースコンバットZERO』では「F/A-22A」という名称になっている）。
『エースコンバット5』『エースコンバットX』『エースコンバット∞』『エースコンバット7』では、F-22からの派生型に位置付けられるFB-22 CONCEPTも登場する。FB-22計画の概要では垂直尾翼の有無で2種の計画案が公表されているが、これらの作品に登場するFB-22はいずれも垂直尾翼がないデザインのものを採用している。
『エースコンバット04』『エースコンバットX』『エースコンバットAH』『エースコンバット3D』『エースコンバット∞』ではパッケージイラストにも描かれ、主役級の扱いを受けている。特に『エースコンバット04』の主人公「メビウス1」の搭乗機であり、続編でもF-22の特殊カラーとしてメビウス隊仕様（メビウス1と同じカラーリング）が用意されているのは恒例。『エースコンバット5』のアーケードモードにおけるメビウス1の搭乗機はF-22Aとなっているほか、『エースコンバットZERO』のあるミッションで条件を満たすと敵としてゲスト出演するメビウス1が乗っているのも、F-22である。
『エースコンバット6』では、Xbox Liveからダウンロードすることでさらに追加することができる（『エースコンバットX』のプレイヤー機のカラー「GRYPHUS EMBLEM」のみが無料で配信されている）。
『エースコンバットX』では、主人公は当初F-4Eを乗機としていたが、中盤からF-22となっている。
『エースコンバットAH』では、最初から選択可能な唯一の戦闘機として登場している他、これでしかプレイできないミッションも存在する。
『エースコンバット∞』では、それまでに登場した主人公機のうち、『エースコンバット04』『エースコンバットX』『エースコンバットX2』をイメージした機体が配信された。
『エースコンバット7』では、これまでと同様のものに加えて、VRモードにてエースコンバット04の主人公機だったメビウス1が『5』のアーケードに続いて登場する。また、DLC「Experimental Aircraft Series」の1機としてFB-22が配信されている。
『エアフォースデルタシリーズ』
『エナジーエアフォースシリーズ』
全ての作品で登場しているほか、メーカー提供の実機映像が特典として収録されている。
本作が発売された当時、アメリカ空軍ではF/A-22と称されていたため、ゲーム内でも同名称が使用されている。
『凱歌の号砲 エアランドフォース』
日本を占拠したアメリカ陸・空軍の機体として登場。プレイヤーも購入して使用できる。
『勝利の女神:NIKKE』
イベント「RED ASH」に、F-22をモデルとした架空機「F-776 Vulture」が登場。人類連合軍の飛行艇（空中空母）の艦載機として運用されている。
『ストライカーズ1999』
選択可能な自機のひとつとして登場。移動速度が非常に高く、敵を貫通する性質を持つレーザー「バリオンレーザー」と「ツインスティンガー」、ボム「クラスターボム」を装備する。ただし、全体的に攻撃力が低いのが難点。
『大戦略シリーズ』
『トムクランシーズ H.A.W.X.』
『トムクランシーズ H.A.W.X.2』
『バイオハザード アウトブレイク』
エピローグにて登場。
『マーセナリーズ』
国連軍の戦闘機として登場する。「制空権確保」を要請すると飛来して敵機を撃墜してくれる。
『萌え萌え大戦争☆げんだいばーん』
鋼の乙女「アメリア」のモデルとなっている。F-22自体は直接登場しない。
『Modern Warships』
アメリカ海軍の艦載機として登場。なお現実では艦載機としてF-22は運用していない。

## その他
『ノーラッド・トラックス・サンタ』
毎年のクリスマス・イヴに行われる、アメリカ上空でのサンタクロースの追跡とエスコートにF-22が参加しているとされている。

## プラモデルや完成品など
プラモデル
YF-22がイタレリ（1/72）、ドラゴン（1/72）、テスター（1/32）、ドイツレベル（1/144）、トランペッター（1/144）から、F-22がエアロプラスト（1/72）、アカデミー（1/48）、イタレリ（1/72、1/48）、タミヤ（イタレリOEMの1/72）、トランペッター（メディアワークスの依頼で製作した1/144）、モノクローム（トランペッターOEMの1/144）、ドイツレベル（イタレリOEMの1/48と1/72、自社金型の1/72）から発売されているほか、ハセガワが2009年の年末商戦向けに1/48のキットを発売しており、さらに仮想設定シリーズの「航空自衛隊」仕様のF-22と「エースコンバット6」のDLC特殊カラー機として登場した「アイドルマスターシリーズ」に登場するキャラクター、天海春香仕様のF-22が通常の米空軍仕様のF-22に先行して発売している。